# Batalla de Assandun
La batalla de Assandun se libró el 18 de octubre de 1016. Los historiadores mantienen una disputa sobre el emplazamiento real de la batalla. Bien pudo ser Ashdon, cerca de Saffron Walden al norte de Essex, o Ashingdon cerca de Rochford, al sureste de Essex, Inglaterra.
Fue rotunda la victoria de los vikingos daneses, comandados por Canuto el Grande, y supuso la definitiva reconquista vikinga de Inglaterra. En los primeros tiempos, había siete reinos anglosajones, pero a finales del siglo X solo quedaban dos. Los daneses poseían dos tercios de Inglaterra (Danelaw, norte de la ribera del Támesis a lo largo de Lee, noroeste entre Midlands y el este de Mercia hasta Chester y el río Dee). Los sajones dominaban al sur del Támesis y al oeste de Wessex y Mercia occidental.
Canuto había asediado Londres con el apoyo mayoritario de la nobleza inglesa contra la jerarquía anglosajona; en particular los nobles de Southampton. El asedio fue una respuesta a la reconquista de Edmundo de la ocupada Wessex y los continuas ofensivas contra el ejército de Canuto. Londres resistió el asedio y Edmundo rechazó a los daneses, pero necesitaba tropas después del triunfante ataque contra los daneses en Mercia.
Edmundo II abandonó Londres y se arriesgó a viajar hacia el interior, territorio dominado por sus enemigos y con alto riesgo de ser atacado por el ejército vikingo. Canuto tenía una buena red de espionaje y estaba al tanto de los movimientos de los ingleses, y al atravesar Essex, el ejército de Edmundo fue interceptado por los daneses de Canuto. El ataque sorpresa desconcertó a los ingleses, causando la deserción de una parte de sus fuerzas y los daneses aprovecharon para eliminar a gran parte de la nobleza presente que apoyaba a Edmundo. Algunas fuentes citan que los daneses perdieron terreno y que Eadric Streona había pactado un acuerdo con Canuto para favorecer la deserción de una parte del ejército inglés.
Tras la derrota, Edmundo II se vio forzado a firmar un tratado con Canuto, cediendo toda Inglaterra a excepción de Wessex y pactando que a la muerte de uno de los soberanos, el otro dominaría toda Inglaterra y que el hijo del rey superviviente sería heredero de la corona. El 30 de noviembre, murió Edmundo y Canuto, por primera vez, gobernaría un territorio no muy distinto en extensión a lo que hoy es Inglaterra.
Canuto tenía por costumbre construir una iglesia, capilla u otro lugar santo tras vencer en una batalla, para recordar y honrar a los caídos en el campo de batalla. Pocos años después, en 1020, finalizó una iglesia conocida como Ashingdon Minster, localizada en una colina cercana al presunto emplazamiento donde tuvo lugar la batalla. Canuto impuso sus obispos y designó a su capellán particular Stigand como sacerdote de la iglesia. La iglesia está hoy dedicada a San Andrés, pero se cree que originalmente lo estaba a San Miguel, considerado un santo militar y cuyas capillas suelen estar localizadas en una colina.
La batalla se menciona en la Crónica anglosajona y la saga Knýtlinga donde aparece un verso escáldico de Óttarr svarti, uno de los escaldos de Canuto. Una detallada mención sobre los acontecimientos de la batalla se conserva en Encomium Emmae Reginae.